# Hospital de la Pitié-Salpêtrière

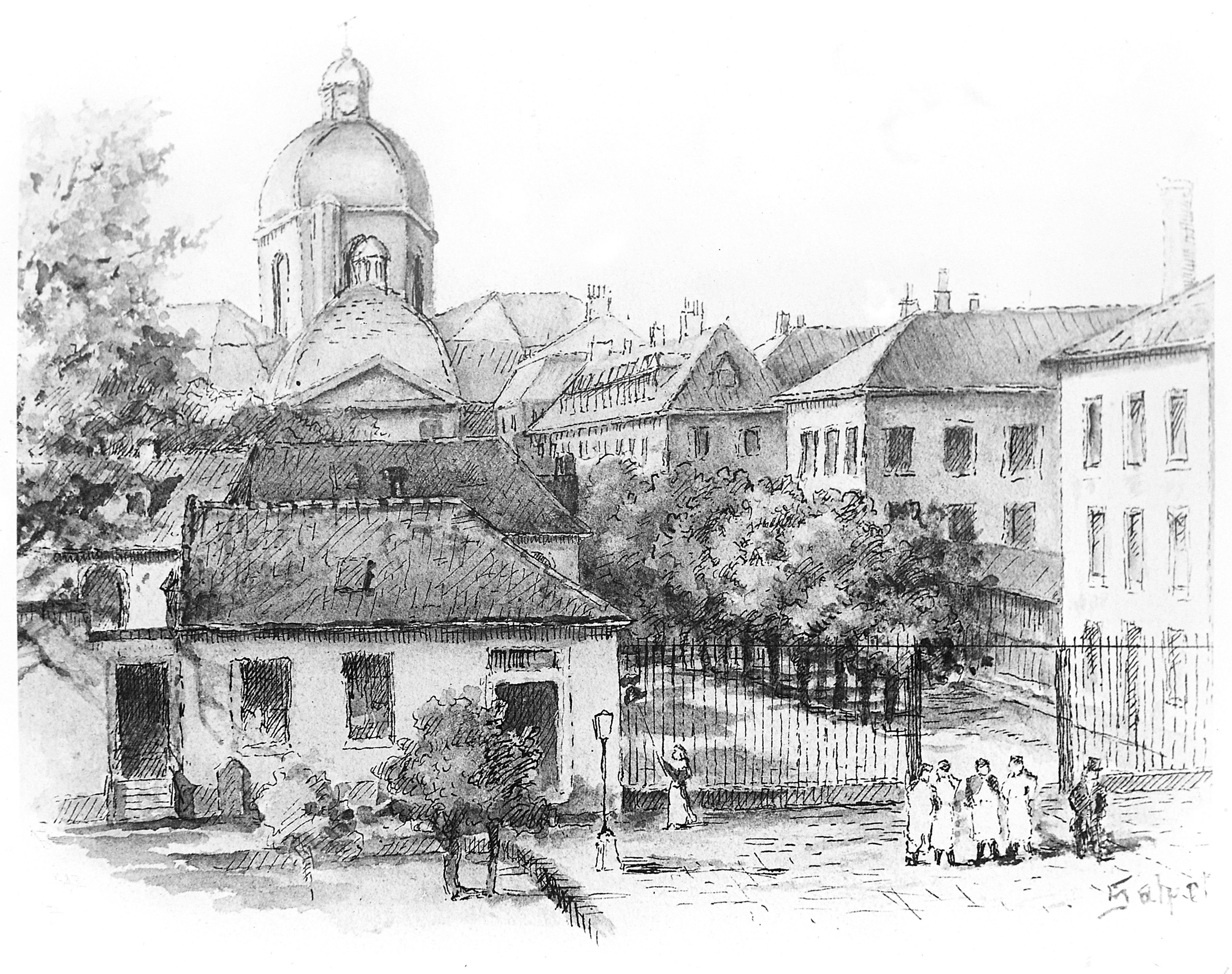
L'Hospital en temps de Napoléo

L'Hospital de la Pitié-Salpêtrière és un hospital situat a París, França. A principi del segle XX abandonà la funció d'hospici i manicomi.
En els seus orígens constituí una dependència de l'hospital general creat per Lluís XVI per albergar la munió de captaires que pul·lulaven pels carrers de la capital de França, considerats un perill pels transeünts. A l'origen, la Salpêtrière serví d'asil a les dones desgraciades i desvalgudes. El cos d'edifici anomenat de la Vierge és un vestigi de la primitiva construcció. El 1669, Lluís XIV ordenà reemplaçar la capella de l'establiment, dedicada a Sant Dionís, per una església de grans dimensions. El nou temple, posat sota l'advocació de Sant Lluís, fou construït amb subjecció al plànol de l'arquitecte Le Vau, i consisteix en un domo octogonal obert per vuit arcades que formen naus radiants, les quals van a unir-se sota una cúpula central. El pòrtic i el vestíbul estan decorats amb columnes jòniques i un àtic. A la dreta de l'església hi ha el cos d'edifici anomenat Bâtiment Mazarin, i a l'esquerra el bâtiment Lassay, anomenat així perquè la marquesa de Lassay sufragà les despeses del la construcció.
La presó de la Force, on eren recloses les joves «de vida airada», fou instal·lada en el centre de l'Hospital vers l'any 1684. En aquesta hi estigueren recloses Madame La Clairon, cèlebre artista, i no poques filles de famílies nobles. Les infermeries, el qual pavelló central fou orientat en la mateixa línia que el domo de l'església, i la porta d'entrada de l'hospici daten del 1780. Les obres van durar set anys. El Consell general dels Hospicis va prohibir el 1807 les cadenes, ferros candents aplicats a les mans i els peus i altres tortures emprades fins llavors amb els malalts nerviosos.

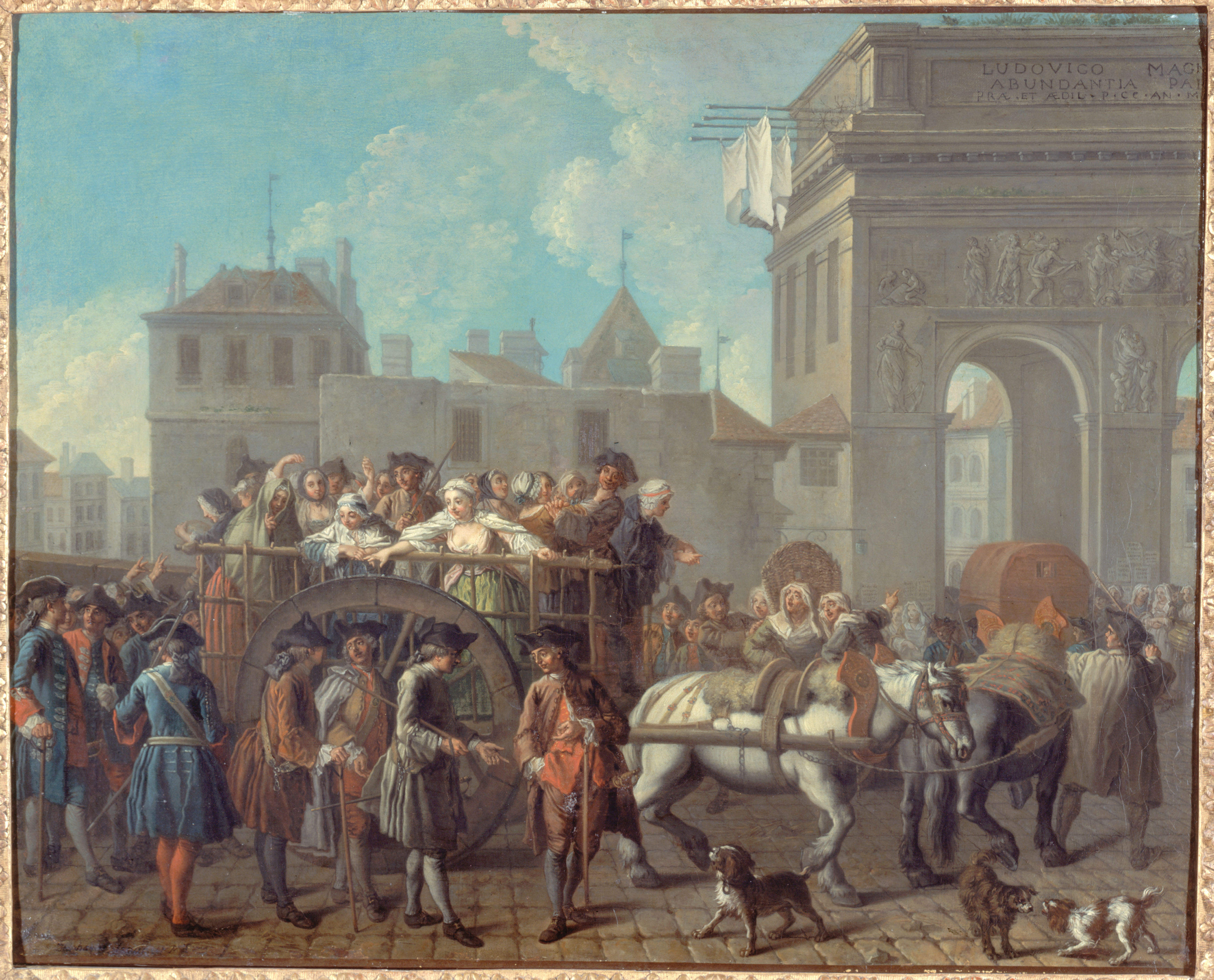
Conducció de prostitutes a La Salpêtrière

Els locals i dependències malsanes foren destruïts, així com els calabossos subterranis, i substituïts per altres de nous en millors condicions higièniques. D'aquesta època daten els grans dormitoris. El 1815, la part de l'edifici destinada a epilèptics fou restaurada completament. S'hi va instal·lar a continuació el taller de treball, que restà acabat el 1835. Pel mateix any es començà la construcció de quatre pavellons quadrats dividits en setze cel·les destinades a dements furiosos o a malalts subjectes a l'acció de la justícia. El 1836, les habitacions d'aquesta nova secció, anomenada de Rambuteau, foren completades amb catorze cel·les més, edificades en forma de xalets suïssos i escampades en un vast terreny.
El 1848 les joves alienades, confoses fins llavors amb les adultes, restaren separades d'aquestes en dependències diferents. L'Escola municipal d'Infermeres fou annexionada a l'establiment el 1878, i el servei hidroteràpic va ser instal·lat el 1883. L'Hospici ocupa una superfície de 308.821 m² i alberga milers de persones. És distribuït en 45 cossos agrupades per barris connectats amb carrers i jardins. El manicomi, allunyat de l'Hospital, acollia centenars d'alienats. Les noies petites i les adultes tranquil·les ocupaven barris separats segons els diferents gèneres de demència. Per aleineats i epilèptics existien també seccions especials.
L'hospital alberga l'Institut du cerveau et de la moelle épinière.

## Treballadors de l'hospital
Annie Anzieu, logopeda